# 沖津はる江
沖津 はる江（おきつ はるえ、1949年5月31日 - ）は、日本のアルペンスキー選手。札幌オリンピック代表となるなど1960年代末から1970年代に活躍した。群馬県吾妻郡草津町出身。大東文化大学卒業。

## 経歴
- 1969年 長野県・志賀高原で行われた第47回全日本スキー選手権に出場。回転で初優勝[1]。
- 1970年 イタリア・ヴァル・ガルデーナで開催されたアルペンスキー世界選手権に出場。滑降2分11秒87で35位、大回転1分27秒41で28位、回転1分55秒30で25位、複合166.74で18位[2]。
- 1971年 北海道・札幌で行われた第49回全日本スキー選手権回転で優勝[3]。
- 1972年 長野県・白馬村で行われた第50回全日本スキー選手権に出場。回転で優勝。大回転でも勝ち、2冠を達成、滑降でも2位だった[4]。
- 札幌オリンピックに出場。滑降1分45秒37で40位、大回転1分35秒33で22位、回転1分40秒67で16位、複合146.38で12位。
- 大東文化大学卒業後、美津濃（現・ミズノ）に入社。
- 1973年、 長野県・野沢温泉村で行われた第51回全日本スキー選手権大回転で優勝[5]。
- 1974年、 長野県・白馬村で行われた第52回全日本スキー選手権大回転で優勝し3連覇を達成[6]。
- 同年、スイス・サンモリッツで行われたアルペンスキー世界選手権に出場。大回転1分50秒56で26位、回転1分43秒93で27位。
- 愛称「はるちゃん」で知られ、人気が高かった。上村愛子、伊藤みきらアイドルスキーヤーの先駆け的存在である。